# Cone de tráfego

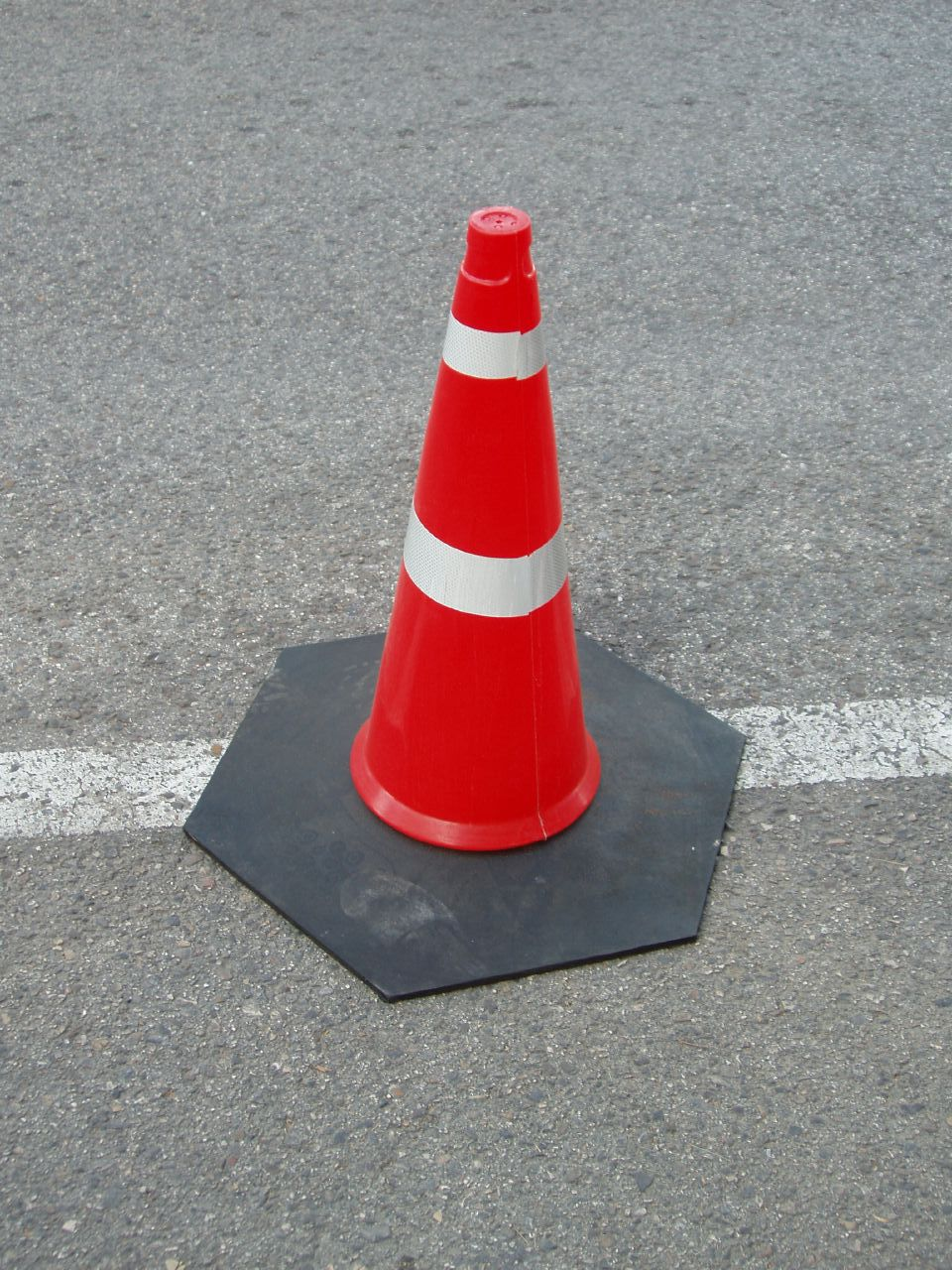
Cone de tráfego

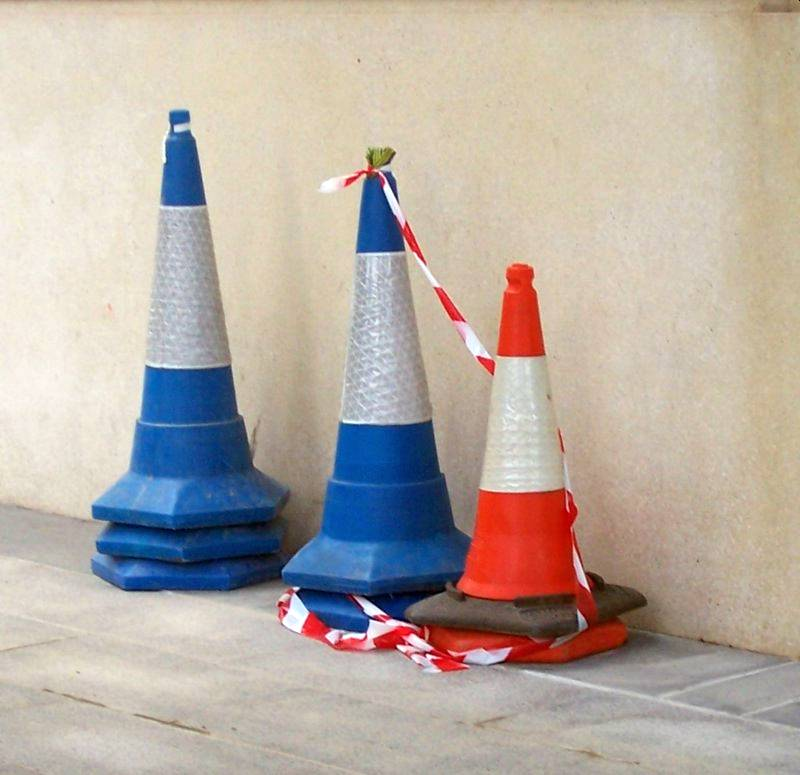
Outros tipos de cones

Os cones de tráfego (também chamados cones de estrada, cones de trânsito, cones de sinalização ou cones de segurança ) são cones de plástico de cores brilhantes usados em estradas para avisar aos condutores de zonas em obras ou acidentes.
Os cones também são utilizados em espaços públicos interiores para marcar zonas que se encontram fechadas aos peões, como casas de banho fora de serviço; ou para destacar uma situação de perigo, como um solo escorregadio. Também podem usar-se em zonas de jogo em escolas para delimitar áreas do campo.
Podem ser em muitas cores, porém a dupla de cores mais utilizadas são preto/amarelo e também laranja/branco. Há outras variações de cores, podendo ser prata.
Estes cones são fáceis de colocar e retirar. Onde se precisam marcas maiores e consistentes se utilizam barreiras de tráfego, recheadas de areia.
Na cultura popular, o roubo de cones de tráfego parece ser comum entre estudantes ébrios e vândalos.

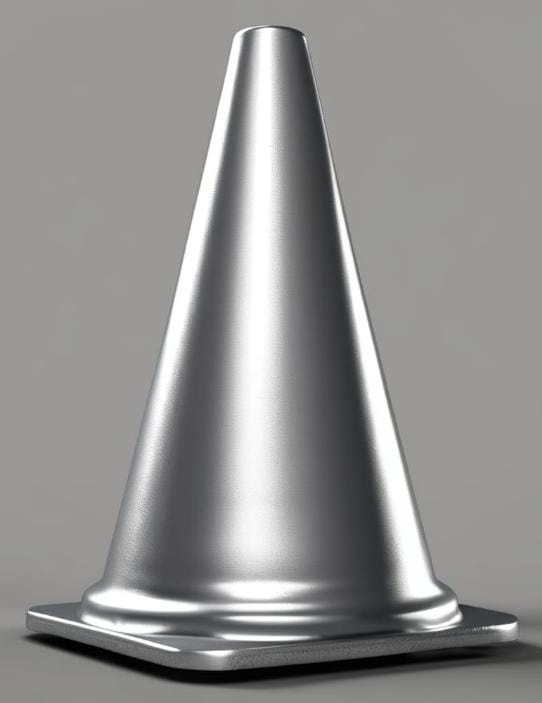
Um cone prateado.